# Wallisellen
Wallisellen je grad u Švicarskoj i grad kantona Züricha.

## Sport
- FC Wallisellen nogometni klub
- EHC Wallisellen hokej na ledu

## Zanimljivosti
- Mjesto je poznato u cijeloj zemlji po pjesmi: "Aazele, Böle schele, d Chatz gaht uf Walissele, chunnt si wider hei, hät si chrumi Bei".
- Chocolats Halba (tvornica čokolade)
- Glattzentrum (najveći shopping centar Švicarske)

## Vanjske poveznice
- (njem.)Službene stranice